# Christoph Kopke
Christoph Kopke (* 1967 in Stuttgart) ist ein deutscher Politikwissenschaftler und Historiker mit Schwerpunkt Rechtsextremismus und Antisemitismus. Seit 2015 ist er Professor für Politikwissenschaft und Soziologie an der Hochschule für Wirtschaft und Recht Berlin.

## Leben
Kopke studierte Politikwissenschaft (Diplom) an der Freien Universität Berlin. Von 1998 bis 2001 war er wissenschaftlicher Mitarbeiter bei der Gedenkstätte Sachsenhausen (Projekt „Medizin im KZ“). Danach war er Lehrbeauftragter am Fachbereich für Politische Wissenschaft an der FU Berlin und Stipendiat der Heinrich-Böll-Stiftung. Von 2004 bis 2008 war er wissenschaftlicher Mitarbeiter am Institut für Geschichte der Medizin der Charité, Berlin (DFG-Projekt „Ernährungsforschung und Staat – Kontinuitäten und Brüche 1933-1964“) und am Moses Mendelssohn Zentrum für europäisch-jüdische Studien (MMZ) in Potsdam (Projekt zur Erforschung des Rechtsextremismus). 2008 wurde er am Otto-Suhr-Institut der FU Berlin mit der Dissertation „Die politisch denkende Gesundheitsführung“. Ernst Günther Schenck (1904–1998) und der Nationalsozialismus zum Dr. phil. (magna cum laude) promoviert.
Seit 2009 war er Projektmitarbeiter am MMZ „Überprüfung umstrittener Altfälle ‚Opfer rechtsextremer und rassistischer Gewalt in Brandenburg‘“ und „Erforschung und Prävention von Rechtsextremismus, Ausländerfeindlichkeit und Antisemitismus im Land Brandenburg“. Weitere Verpflichtungen nahm er am Historischen Institut der Universität Potsdam und der Universität der Bundeswehr München sowie in der Erwachsenenbildung wahr. 2009 wurde er Lehrbeauftragter an der Hochschule für Wirtschaft und Recht Berlin, 2015 übernahm er dort eine Professur für Politikwissenschaft und Soziologie, später für Politikwissenschaft und Zeitgeschichte.
Kopke forscht zu Rechtsextremismus (nach 1945), Antisemitismus, Parteien, zur Geschichte der Medizin (im Nationalsozialismus) und zur Geschichte der SS, Polizei und von Konzentrationslagern.
Er ist Mitglied der Deutschen Vereinigung für Politische Wissenschaft, der Deutschen Gesellschaft für Geschichte der Medizin, Naturwissenschaft und Technik und der Gesellschaft für Geistesgeschichte.
Zusammen mit der Universitätsmedizinerin Susanne Doetz erhielt Kopke 2019 den Herbert-Lewin-Forschungspreis für Arbeiten, die sich mit der Rolle der Ärzteschaft während der Zeit des Nationalsozialismus beschäftigen. Doetz und Kopke fassten die Ergebnisse ihrer Forschungen in dem Buch „und dürfen das Krankenhaus nicht mehr betreten“ zusammen, worin ausführlich die Entlassung und Vertreibung von Ärzten aus dem öffentlichen Gesundheitswesen aus rassistischen und politischen Gründen dargestellt ist.

## Schriften (Auswahl)

### Monografien
- mit Wolfgang Jacobeit: Die biologisch-dynamische Wirtschaftsweise im KZ. Die Güter der „Deutschen Versuchsanstalt für Ernährung und Verpflegung“ der SS von 1939 bis 1945 (= Gesellschaft, Geschichte, Gegenwart. Band 13). Trafo Verlag, Berlin 1999, ISBN 3-89626-128-2.
- mit Gideon Botsch: Die NPD und ihr Milieu. Studien und Berichte. Klemm & Oelschläger, Münster u. a. 2009, ISBN 978-3-932577-41-3.
- mit Susanne Doetz: „und dürfen das Krankenhaus nicht mehr betreten“. Der Ausschluss jüdischer und politisch unerwünschter Ärzte und Ärztinnen aus dem Berliner städtischen Gesundheitswesen 1933–1945. Hentrich und Hentrich, Berlin 2014, ISBN 978-3-95565-031-5.

### Herausgeberschaften
- Medizin und Verbrechen. Festschrift zum 60. Geburtstag von Walter Wuttke. Klemm & Oelschläger,  Ulm 2001, ISBN 3-932577-32-9.
- mit Akim Jah, Alexander Korb, Alexa Stiller: Nationalsozialistische Lager. Neue Beiträge zur NS-Verfolgungs- und Vernichtungspolitik und zur Gedenkstättenpädagogik. Klemm und Oelschläger, Münster 2006, ISBN 3-932577-55-8.
- mit Julius H. Schoeps, Gideon Botsch, Lars Rensmann: Rechtsextremismus in Brandenburg. Handbuch für Analyse, Prävention und Intervention. Mit einem Geleitwort von Jörg Schönbohm, Verlag für Berlin-Brandenburg, Berlin 2007, ISBN 978-3-86650-640-4.
- mit Gideon Botsch: Hugo Friedländer: Mörder – Verräter – Attentäter. Gerichtsreportagen aus dem Kaiserreich. Verlag für Berlin-Brandenburg, Berlin 2008, ISBN 978-3-86650-195-9.
- Die Grenzen der Toleranz. Rechtsextremes Milieu und demokratische Gesellschaft in Brandenburg. Bilanz und Perspektiven. Universitas Verlag, Potsdam 2011, ISBN 978-3-86956-038-0.
- mit Gideon Botsch, Olaf Glöckner, Michael Spieker: Islamophobie und Antisemitismus – ein umstrittener Vergleich (= Europäisch-jüdische Studien, Kontroversen. Band 1). De Gruyter, Berlin u. a. 2012, ISBN 978-3-11-026510-1.
- mit Werner Treß: Der Tag von Potsdam. Der 21. März 1933 und die Errichtung der nationalsozialistischen Diktatur (= Europäisch-jüdische Studien, Beiträge. Band 8). De Gruyter, Berlin u. a. 2013, ISBN 978-3-11-030549-4.
- mit Thomas Beddies, Susanne Doetz: Jüdische Ärztinnen und Ärzte im Nationalsozialismus. Entrechtung, Vertreibung, Ermordung (= Europäisch-jüdische Studien, Beiträge. Band 12). De Gruyter, Berlin u. a. 2014, ISBN 978-3-11-030564-7.
- Angriffe auf die Erinnerung an die nationalsozialistischen Verbrechen. Rechtsextremismus in Brandenburg und die Gedenkstätte Sachsenhausen (= Forschungsbeiträge und Materialien der Stiftung Brandenburgische Gedenkstätten. Band 11). Im Auftrag des Moses-Mendelssohn-Zentrums für Europäisch-Jüdische Studien, Metropol, Berlin 2014, ISBN 978-3-86331-189-6.
- mit Marc Coester/Anna Daun/Florian Hartleb/Vincenz Leuschner (Hrsg.): Rechter Terrorismus: international – digital – analog, Springer: Wiesbaden 2023, Reihe edition Rechtsextremismus, https://link.springer.com/book/10.1007/978-3-658-40396-6